# Contea di Suijiang
La contea di Suijiang (绥江县S, Suíjiāng XiànP) è una contea della Cina, situata nella provincia di Yunnan e amministrata dalla prefettura di Zhaotong.